# モニカ・アコスタ
モニカ・シルビナ・アコスタ（Monica Silvina Acosta、女性、1978年2月22日 - ）は、アルゼンチン出身のプロボクサーである。

## 来歴
2007年9月15日、プロデビュー。
2008年12月7日、Silvia Beatriz Lescanoを1RKOで退けWBA女子ラテンスーパーライト級王座を獲得。
無敗（2分け）のまま迎えた2009年6月19日、WBC女子世界同級王座決定戦に出場。ダリス・パルドを判定で下し初の世界王座を獲得。
10月23日、ニコール・ウッズの挑戦を判定で退け初防衛。
2010年6月5日、ダイアナ・アヤラの挑戦を判定で退け2度目の防衛。
9月10日、暫定王者レリー・ラズ・フローレスと王座統一戦を行い、2-1判定で王座統一に成功。
2011年2月18日、アレハンドラ・オリベラス相手にWBC王座4度目の防衛と空位のWBA王座を懸けて対戦。3-0判定で勝利しWBA・WBC王座統一に成功。
2011年9月9日、エリン・マクガワンに勝利してWBC王座5度目の防衛。
2012年5月11日、Dayana Corderoを5回TKOで降しWBA・WBC王座防衛。WBAは初防衛。しかし、WBCはその後剥奪される。
2013年5月3日、ダリス・パルドに4回TKO勝利でWBA王座2度目の防衛。
2013年8月9日、ベリンダ・ララキュエントに7回TKO勝利で3度目の防衛。
2014年1月18日、アナ・エステチェに判定で敗れ王座陥落。プロ初黒星となった。

## 戦績
- 22戦 19勝 5KO 2分け 1敗

## 獲得タイトル
- WBA女子ラテンスーパーライト級王座
- WBC女子世界スーパーライト級王座
- WBA女子世界スーパーライト級王座